# Culicoides odiosus
Culicoides odiosus är en tvåvingeart som beskrevs av Jean-Jacques Kieffer 1910. Culicoides odiosus ingår i släktet Culicoides och familjen svidknott. Inga underarter finns listade i Catalogue of Life.